# Isle-Aubigny
Isle-Aubigny település Franciaországban, Aube megyében. Lakosainak száma 171 fő (2022. január 1.). Isle-Aubigny Chaudrey, Dampierre, Lhuître, Ortillon, Ramerupt, Vaucogne, Vaupoisson és Vinets községekkel határos.

## Népesség
A település népessége az elmúlt években az alábbi módon változott:
| Lakosok száma | 190  | 145  | 152  | 147  | 174  | 181  | 179  | 169  | 168  | 171  |
|               | 1968 | 1982 | 1990 | 2006 | 2013 | 2015 | 2017 | 2019 | 2020 | 2022 |